# ノヴェー・メスト・ナド・ヴァーホム - ヴェセリー・ナド・モラヴォウ線
ノヴェー・メスト・ナド・ヴァーホム - ヴェセリー・ナド・モラヴォウ線（スロバキア語: Železničná trať Nové Mesto nad Váhom – Veselí nad Moravou ）は、スロバキア国鉄の鉄道線の名称である。路線番号は121。
1927年から1929年にかけて開業した。

## 運行形態
全て各駅停車のみの運行。
- トレンチーン - ノヴェー・メスト - ヴルボウツェ - ヴェルカー・ナド・ヴェリチコウ
ノヴェー・メスト～ミヤヴァ間は2時間に1本の運行で、ノヴェー・メスト以東は120号線に直通する他、ノヴェー・メストでブラチスラヴァ方面特急に接続する。ミヤヴァ以北は本数が減り、ミヤヴァ～ヴルボウツェ間は一日4往復（土・日曜日は5往復）の運行となる。うち午前中の2往復はヴルボウツェ以南のみの運行で、ヴルボブツェでチェコ国鉄343号線の列車と接続するダイヤとなっている。午後の2往復（土曜・日曜は3往復）は、チェコ国鉄343号線のヴェルカー・ナド・ヴェリチコウまで乗り入れる。
2018年以前は120号線に直通せず、ノヴェー・メスト以西のみの運行であった。

## 駅一覧
以下では、スロバキア国鉄120号線の駅と営業キロ、停車列車、接続路線などを一覧表で示す。なお、全て各駅停車である。
| 路線名 | 駅名                                 | 駅間営業キロ | 累計営業キロ | 接続路線          | 所在地         | 所在地                               |
| ------ | ------------------------------------ | ------------ | ------------ | ----------------- | -------------- | ------------------------------------ |
| 121    | ノヴェー・メスト・ナド・ヴァーホム駅 | -            | 0.0          | 120号線           | トレンチーン県 | ノヴェー・メスト・ナド・ヴァーホム郡 |
| 121    | チャフチツェ駅                       | 4.5          | 4.5          |                   | トレンチーン県 | ノヴェー・メスト・ナド・ヴァーホム郡 |
| 121    | ヴィシニョヴェー駅                   | 5.5          | 10.0         |                   | トレンチーン県 | ノヴェー・メスト・ナド・ヴァーホム郡 |
| 121    | フラホヴィシテ駅                     | 2.3          | 12.3         |                   | トレンチーン県 | ノヴェー・メスト・ナド・ヴァーホム郡 |
| 121    | ヴァヂョヴツェ駅                     | 1.7          | 14.0         |                   | トレンチーン県 | ノヴェー・メスト・ナド・ヴァーホム郡 |
| 121    | スタラー・トゥラー駅                 | 5.6          | 19.6         |                   | トレンチーン県 | ノヴェー・メスト・ナド・ヴァーホム郡 |
| 121    | パプラド駅                           | 6.0          | 25.6         |                   | トレンチーン県 | ノヴェー・メスト・ナド・ヴァーホム郡 |
| 121    | ポリャヂェ駅                         | 4.5          | 30.1         |                   | トレンチーン県 | ミヤヴァ郡                           |
| 121    | ミヤヴァ駅                           | 5.7          | 35.8         |                   | トレンチーン県 | ミヤヴァ郡                           |
| 121    | ブレストヴェツ駅                     | 2.9          | 38.7         |                   | トレンチーン県 | ミヤヴァ郡                           |
| 121    | ヴルボブツェ停留所                   | 2.8          | 41.5         |                   | トレンチーン県 | ミヤヴァ郡                           |
| 121    | ヴルボブツェ駅                       | 2.6          | 44.1         | チェコ国鉄343号線 | トレンチーン県 | ミヤヴァ郡                           |